# Бэкшень
Бэкшень (рум. Băcșeni, ранее Бакшены) — село в Ниспоренском районе Молдавии. Наряду с сёлами Болдурешть и Килишоая входит в состав коммуны Болдурешть.

## География
Село расположено на высоте 61 метров над уровнем моря.

## Население
По данным переписи населения 2004 года, в селе Бэкшень проживает 720 человек (352 мужчины, 368 женщин).
Этнический состав села:
| Национальность | Число жителей | Процентный состав |
| -------------- | ------------- | ----------------- |
| молдаване      | 715           | 99.31             |
| украинцы       | 2             | 0.28              |
| русские        | 2             | 0.28              |
| прочие         | 1             | 0.14              |
| Всего          | 720           | 100%              |